# Чисть (Орловський район)
Чисть (рос. Чисть) — присілок у складі Орловського району Кіровської області, Росія. Входить до складу Орловського сільського поселення.
Населення становить 60 осіб (2010, 79 у 2002).
Національний склад станом на 2002 рік — росіяни 98 %.